# Eremiaphila klunzingeri
Eremiaphila klunzingeri è una specie di mantide religiosa appartenente al genere Eremiaphila.